# Centro de Investigación Atmosférica de Izaña
El Centro de Investigación Atmosférica de Izaña es un centro perteneciente al Departamento de Planificación, Estrategia y Desarrollo Comercial de la Agencia Estatal de Meteorología de España (AEMET). Está situado en la montaña de Izaña, parque nacional de las Cañadas del Teide (Tenerife), a 2367 metros de altura. En 2016 cumplió un siglo de funcionamiento, lo que permite disponer de series de cien años de observaciones, mediciones y datos ambientales, y lo convierte en una fuente de suma importancia para los estudios meteorológicos. 

## Historia
La isla de Tenerife ha sido objeto de interés para la investigación atmosférica desde casi los inicios de esta. En 1643 la Royal Society of London envió a dos de sus miembros a medir el peso del aire y la altura de la atmósfera allí. En junio de 1799 fue visitada por Alexander von Humboldt. Ya en el siglo XX, en 1904, Hugo Hergesell, de la Universidad de Berlín, y Alberto I de Mónaco, famoso oceanógrafo, elevaron globos sonda en la costa para estudiar el régimen de vientos en la troposfera media y superior. En 1905, Teisserenc de Bort, descubridor de la estratosfera, y Lawrence Rotch, lanzaron globos cautivos desde las cumbres de la isla, y en 1906 realizaron observaciones verticales de la atmósfera desde el mar. 
Teisserenc de Bort propuso a la International Commission of Scientific Aerostation, en una reunión en Milán en 1906, la creación de un observatorio permanente en las cumbres del Teide. Sin embargo, sería Hugo Hergesell el que, con el apoyo de la casa imperial de Alemania, puso en marcha negociaciones diplomáticas con las autoridades españolas para llevar a cabo el proyecto. Mientras tanto, en 1909 se instaló un observatorio meteorológico provisional en las Cañadas del Teide.
Alfonso XIII firmó en 1912 dos reales decretos que ordenaban la construcción del observatorio de Izaña, y su dotación con personal cualificado. Finalmente, el Observatorio de Izaña fue inaugurado el 1 de enero de 1916, siendo director del Observatorio Central Meteorológico José Galbis Rodríguez. El centro se convirtió en el primer establecimiento habitado permanentemente en el área del Teide, y en punto de referencia para investigadores y naturalistas, que subían a pie, en mulas o a caballo, en las primeras décadas del siglo XX. Los artículos y crónicas publicados en la prensa nacional e internacional de la época ayudaron a desarrollar el turismo.  
El Observatorio sufrió las consecuencias de la guerra civil española y de la Segunda Guerra Mundial. Se suspendieron casi por completo sus actividades hasta finales de la década de 1950. El meteorólogo canario Inocencio Font Tullot publicó en la década de 1940 los mejores estudios sobre climatología y meteorología de Izaña, las islas Canarias y el Sahara Occidental.
Con ocasión del Año Geofísico Internacional 1957-1958, se iniciaron las observaciones astrofísicas, ya que fue elegido como el lugar desde el que observar el eclipse solar total del 2 de octubre de 1959. Se iniciaron los estudios de viabilidad para la instalación de un observatorio astronómico de alta altitud. Desde 1961 se hicieron desde el centro las primeras observaciones astronómicas, hasta que la Universidad de La Laguna instaló los primeros telescopios a mediados de la década de 1960.   
Diferentes grupos científicos han llevado a cabo investigaciones en el Observatorio desde entonces. En 1968, investigadores de la Universidad de Maguncia, dirigidos por Christian Junge, permanecieron varios meses durante una campaña de estudios de las aguas del Atlántico norte. Este investigador, pionero en el estudio del polvo atmosférico del Sahara, y padre de la moderna química atmosférica, propuso al gobierno alemán la instalación de una estación para el estudio de la polución atmosférica en el Observatorio de Izaña. En las décadas de 1970, 1980 y 1990 un equipo de la Universidad de Miami, dirigido por Joseph M. Prospero, estudió el transporte de componentes químicos y aerosoles atmosféricos en la troposfera tropical. En 1981 Schmitt y Baltrusch, comisionados por el servicio meteorológico alemán, llevaron a cabo diversas pruebas para valorar la posibilidad de que el Observatorio se convirtiese en una estación de la red BAPMON, que vigila la contaminación de fondo. En 1984 los gobiernos de España y de Alemania firmaron un acuerdo mediante el cual el Observatorio de Izaña pasó a formar parte de la red de control de la polución atmosférica de fondo de la Organización Meteorológica Mundial.    
En 1989 la red BAPMON y el Sistema de Observación Global del Ozono se fusionaron en el Programa de Vigilancia Atmosférica Global, y el Observatorio de Izaña se convirtió en una de las treinta estaciones de importancia global. En 2016, el Observatorio de Izaña celebró un siglo de actividad científica y de observación meteorológica.

## Programas y redes de investigación

### Programa GAW
El programa de Vigilancia Atmosférica Global (Global Atmosphere Watch, GAW) se desarrolla por la Organización Meteorológica Mundial. Fue establecido en 1989, y su finalidad es obtener datos y desarrollar la investigación sobre composición química de la atmósfera, sus características físicas asociadas, e identificar tendencias, para mejorar el conocimiento sobre el comportamiento de la atmósfera y sobre cómo interactúa con la biosfera y los océanos.

### Programa NDACC
El programa Network for the Detection of Atmospheric Composition Change (NDACC) vigila la composición atmosférica a través de una red de setenta estaciones repartidas por todo el mundo. Originalmente se centraba en vigilar los cambios físicos y químicos de la atmósfera, en particular sobre la capa de ozono y las sustancias responsables de su destrucción. En la actualidad, pretende estudiar los procesos físicoquímicos de la troposfera superior y de la estratosfera, la interacción entre ellos, y detectar tendencias a largo plazo en la composición atmosférica en relación con el cambio climático.

### Otras redes
Además de estos dos programa principales, el Observatorio participa en programas y redes sobre gases de efectos invernadero y calentamiento global, aerosoles, calidad del aire a escala global, capa de ozono, radiación solar y radiación ultravioleta, vapor de agua, aerobiología y fenología.  Entre todas ellas hay que destacar:
- European Brewer Network (EUBREWNET),[9] para el calibrado y control de calidad de las técnicas e instrumentos de medida de la capa de ozono y la radiación ultravioleta.
- NASA AErosol RObotic NETwork (AERONET),[10] para la medición y estudio de las propiedades de las columnas de aerosoles y su influencia en el clima.
- Baseline Surface Radiation Network (BSRN),[11] para la medición de las radiaciones solares y el estudio de su influencia en el clima y ciclo biológico de la Tierra.
- WMO Sand and Dust Storm Warning Advisory Assessment System (SDS-WAS),[12] para el estudio científico de las características y transporte de las nubes de polvo mineral provenientes del desierto del Sahara.